# Frankenthal (Sajonia)
Frankenthal (pronunciación en alemán: /ˈfʁaŋkn̩ˌtaːl/ⓘ) es un municipio alemán del distrito de Bautzen, en el estado federado de Sajonia. Está situado a una altitud de unos 300 metros sobre el nivel del mar. Su población a finales de 2016 era de unos 950 habitantes y su densidad poblacional de 100 hab/km².